# Szkoła Inżynierska im. Hipolita Wawelberga i Stanisława Rotwanda

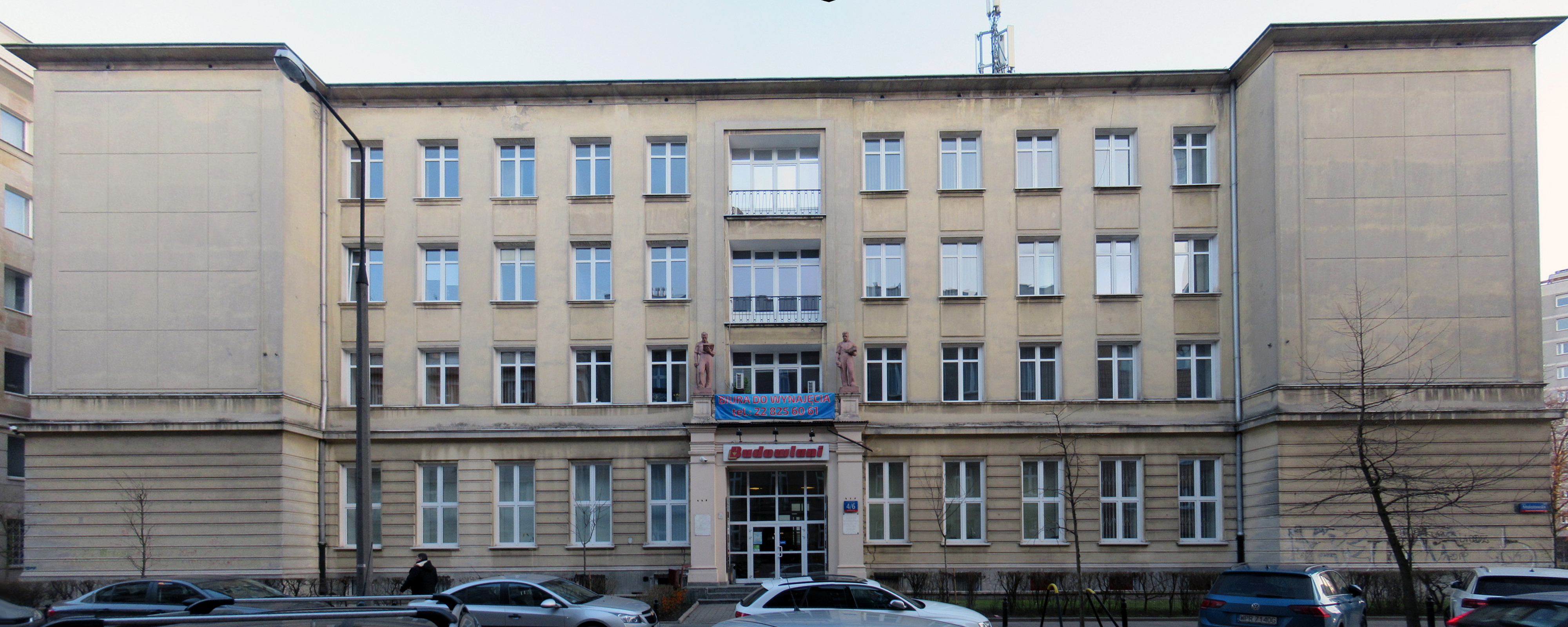
Zrekonstruowany budynek szkoły przy ul. Mokotowskiej 4/6

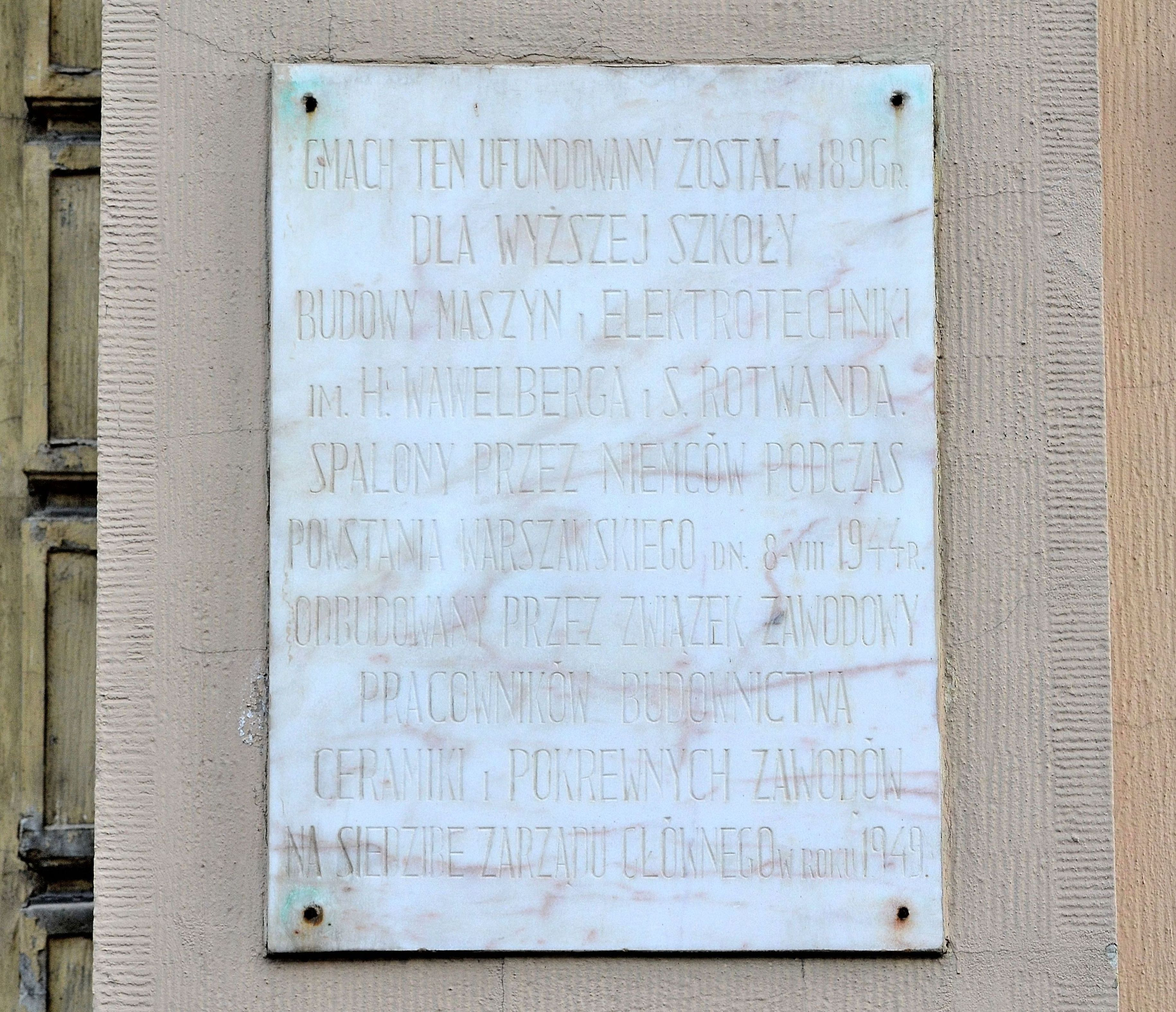
Tablica pamiątkowa na odbudowanym po wojnie budynku głównym kompleksu Szkoły przy ul. Mokotowskiej 4/6

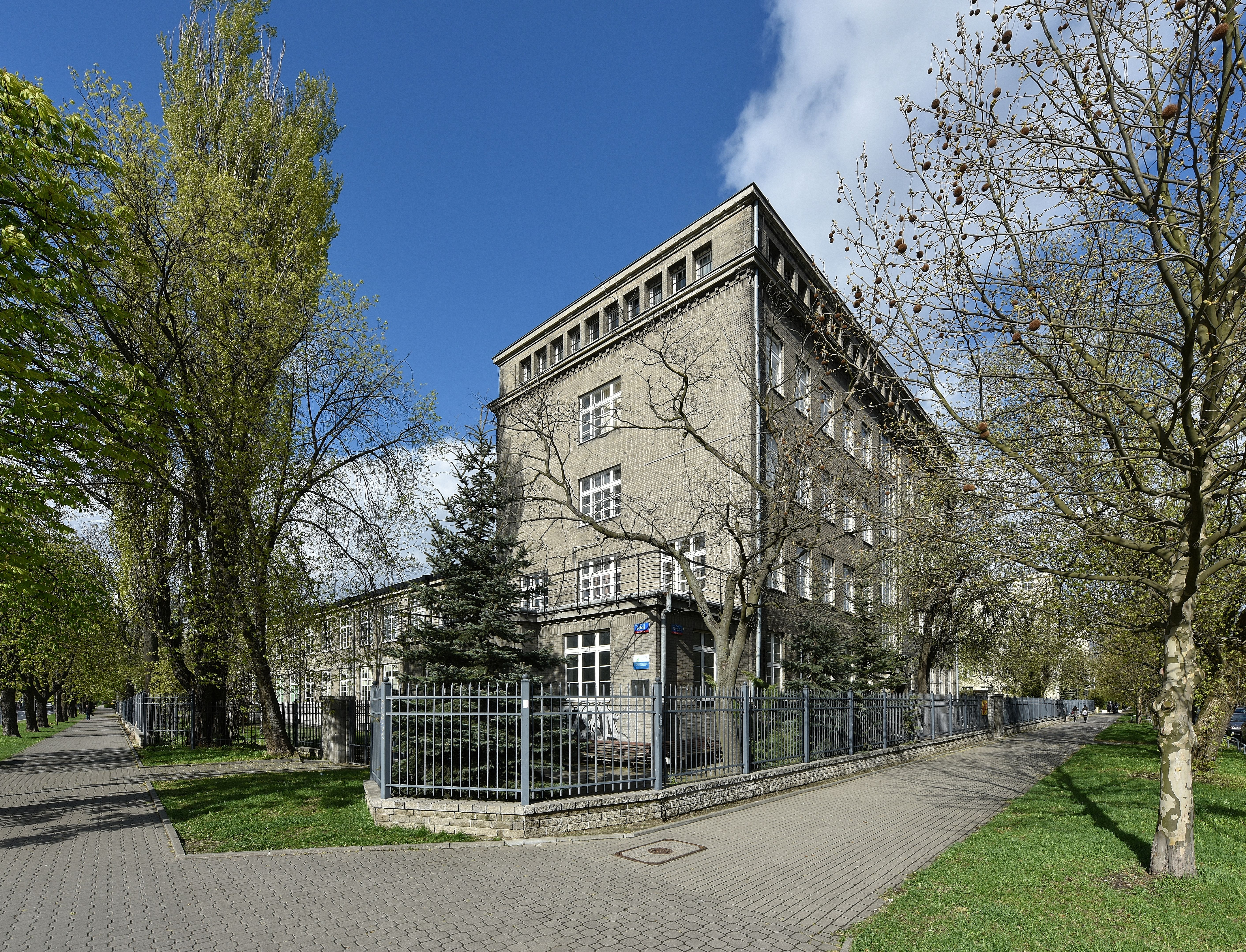
Nowy budynek przy ul.Narbutta 86, widok od strony ul. A. Boboli. Współcześnie Gmach Stary Technologiczny Politechniki Warszawskiej

Szkoła Inżynierska im. Hipolita Wawelberga i Stanisława Rotwanda – szkoła mechaniczno-techniczna, ufundowana w 1895 w Warszawie przez finansistów Hipolita Wawelberga i Stanisława Rotwanda. 
Działała w latach 1895–1951, początkowo jako szkoła średnia, później inżynierska, a w końcowym okresie równolegle z Politechniką Warszawską, do której została włączona w 1951 roku.

## Historia
W 1891 Hipolit Wawelberg i Stanisław Rotwand, chcąc uczcić pamięć Henryka Wawelberga (odpowiednio: ojca i teścia), ofiarowali 100 tys. rubli na cel dobroczynny. W 1892 ta kwota została złożona w Banku Handlowym w Warszawie z przeznaczeniem na budowę średniej szkoły technicznej.
Pierwszym dyrektorem był profesor Instytutu Górniczego w Petersburgu Maurycy Mitte, którego nazwisko znalazło się w nazwie szkoły. Nauka trwała 4 lata. Do 1905 językiem wykładowym był rosyjski, a od 1906 – język polski.
Od 1906 szkoła miała nieoficjalnie charakter politechniki. W 1919 została przekazana przez fundatorów państwu. W 1929 warunkiem przyjęcia do szkoły stało się posiadanie matury i do 1939 miała ona status szkoły wyższej. 
Pierwsza siedziba szkoły mieściła się przy ulicy Jana Pankiewicza. W 1897 placówkę przeniesiono do nowego kompleksu budynków przy ul. Mokotowskiej 4/6. Około 1933−1934  przy ul. św. A. Boboli 14 na Mokotowie wzniesiono nowy zespół budynków szkoły składający się z pięciokondygnacyjnego gmachu dydaktycznego zwróconego frontem do ulicy Narbutta i dwukondygnacyjnej hali warsztatowej (obecnie Gmach Stary Technologiczny Politechniki Warszawskiej przy ul. Narbutta 86).
W latach 1940–1944 za zgodą niemieckich okupantów w gmachu Szkoły działały średnie szkoły techniczne, m.in. Zawodowa Szkoła Techniczna. 11 kwietnia 1943 drużyna „CR–500” Szarych Szeregów, w ramach akcji przeciwko działalności warszawskiego Urzędu Pracy (Arbeitsamtu), z powodu zagrożenia wywiezieniem na roboty do III Rzeszy zniszczyła znajdujące się w budynku szkoły spisy jej słuchaczy.
Kompleks budynków przy ul. Mokotowskiej został całkowicie zniszczony w czasie powstania warszawskiego w sierpniu 1944. Główny budynek kompleksu został odbudowany w zmienionej formie w 1949, co upamiętnia tablica z piaskowca umieszczona przy wejściu. Tylko lekko uszkodzony został natomiast budynek dydaktyczny przy ul. św. Andrzeja Boboli.
Szkoła wznowiła działalność 18 września 1945 w zachowanym budynku przy ul. Boboli. W hali maszyn zamieszkało 50 studentów. W 1947 absolwentom szkoły przyznano stopień inżyniera. 
Pomimo sprzeciwu władz uczelni, w 1951 nastąpiło jej połączenie z Politechniką Warszawską. Oficjalnym uzasadnieniem dla połączenia było przejście Politechniki na dwustopniowość kształcenia i to, że jej studia zawodowe nie różniły się od studiów Szkoły Wawelberga i Rotwanda.

### Nazwy
- od 1895 – Średnia Szkoła Mechaniczno-Techniczna M. Mittego
- do 1919 – Szkoła Mechaniczno-Techniczna H. Wawelberga i S. Rotwanda
- 1919–1929 – Państwowa Szkoła Budowy Maszyn i Elektrotechniki im. H. Wawelberga i S. Rotwanda
- 1929–1939 – Państwowa Wyższa Szkoła Budowy Maszyn i Elektrotechniki im. H. Wawelberga i S. Rotwanda
- 1940–1944 – Państwowa Szkoła Budowy Maszyn i Państwowa Szkoła Elektryczna (dwuletnie średnie szkoły techniczne)[12]
- 1945–1951 – Szkoła Inżynierska im. Hipolita Wawelberga i Stanisława Rotwanda

### Dyrektorzy
Dyrektorami Szkoły Technicznej im. H. Wawelberga i S. Rotwanda a potem Państwowej Szkoły Budowy Maszyn i Elektrotechniki) byli kolejno inżynierowie:   Maurycy Mitte (1895-1900), Antoni Kozierowski (1900−1901), Paweł Sosnowski (1901−1902), Siemion Grygoriew (1902−1905), Emil Świda (1906),  Stefan Kossuth (1906−1916),  Ignacy Radziszewski (1916−1919)  Leon Buszkowski (1919−1920), Stanisław Zakrzewski (1920−1940), Adam Bedyński (1940-1944).

## Absolwenci
Szkołę ukończyło ok. 4 tysięcy osób.

## Upamiętnienie
- Tablica na ścianie budynku przy ul. Mokotowskiej 4/6[15].
- Tablica na ścianie budynku przy ul. Narbutta 86[16].